# Pau Berga
Pau Berga   (Pesillà de la Ribera, 19 de novembre de 1866 - Royan, 24 de maig de 1948) fou un poeta, folklorista i gramàtic rossellonès nord-català.

## Biografia
Provenia d'una família de pagesos, d'on era el segon de quatre fills. Estudià el batxillerat a escoles religioses i enginyeria a París. Cap a l'any 1890 començà a publicar poemes a la revista de Barcelona La Ilustració Catalana. Els anys 1893 i 1894 fou convidat del consistori barceloní als Jocs Florals. Conductor d'obres d'enginyeria, passà gran part de la seva vida a la província d'Annam, a Indoxina, i des d'aquest exili redactà nombrosos articles sobre la llengua catalana, l'ortografia, la fonètica, la mètrica catalana, l'obra dels poetes rossellonesos i el cançoner popular, per a les revistes nord-catalanes del principi del segle xx.
Fou autor del llibre de poemes La Mare-Terra el 1913 i d'un ampli recull de poesies intitulat Contes i monologues catalàs entre l'any 1932 i el 1933. Membre de la Societat d'Estudis Catalans el 1908, retornà al seu poble natal l'any 1926, el 1928 fou elegit Mantenidor de l'Acadèmia dels Jocs Florals de la Ginesta d'Or de Perpinyà, i l'any següent s'encarregà del "rapport-concours" de la llengua catalana. Tot i ésser des del principi un defensor al Rosselló de la unificació ortogràfica del català duta a terme per l'Institut d'Estudis Catalans, al final de la seva vida s'allunyà de les normes fabrianes i utilitzà una llengua "patoissante".

## Obres

### Llibres
- Fables de La Fontaine traduites en vers catalans avec une préface et une étude sur l'orthographe et sur la versification catalanes (1909)
- Études critiques sur les chansons catalanes (1913)
- La Mare-Terra, poesies rosselloneses (1913)
- Altra manada de faules de La Fontaine traduhides y adaptades al català per Mossèn Esteve Caseponce ab un prefaci d'en Pau Berga (1930)
- Contes i monológues catalás. Primera serie. El pallago; El cafe; Tot per l'abricot; Ric-ric; A Sant Galdric (1932)
- Contes i monològues catalàs. Segona serie : La pallaga; En Jan-Bundanci; Primera albada; Quina rencontra; Els Dormidôs (1933)Portada del llibre

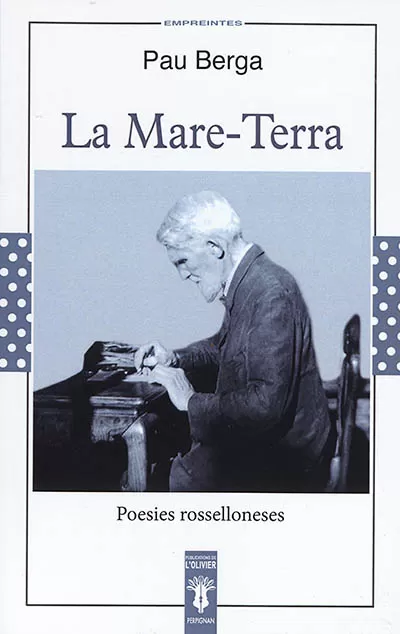
Portada del llibre

### Articles
- Poésie al Journal commercial des Pyrénées-Orientales (1897-1900)
- Lo Trovador a la Revue Catalane (1908)
- L'Ortographe catalane moderne a la Revue Catalane (1909)
- Aperçu sur la versification catalane (1909)
- Lo Moliner, son fill i l'ase (d'après La Fontaine) a la Revue Catalane (1909)
- Le Mètre et le rythme dans la poésie catalane a la Revue Catalane (1910)
- L'Oeuvre d'Oun Tal Albert Saisset, poète et linguiste a la Revue Catalane (1910-1911)
- Les voyelles o et u en catalan a Ruscino (1912)
- L'Abime, roman catalan de M. Pierre Manant a la Revue Catalane (1912)
- La langue et la versification des poètes roussillonnais a Ruscino (1913)
- Cinne / Trad. (en vers) del francès de Pere Corneille a la Revue Catalane (1913)
- Ifigenia en Aulida / Trad. (en vers) de Racine a la Revue Catalane (1913)
- Diàleg dels morts a la Revue Catalane (1917)
- Sur le banc de pierre. Lettre au poète J. S. Pons a la Revue Catalane (1919)
- Poèmes a la revue Catalane (1910-1916)
- Poésies a la Revue historique et littéraire du diocèse de Perpinyà (1923-1930)[3]
- Ecole des travaux publics. Notions techniques. I. Routes et Ponts. Professeur : M. Paul Bergue, ingénieur principal, directeur de l'École des travaux publics, Hanoï, Impr. Ngo-Tu-Ha, 101, rue du Chanvre, 1925, 75 p.